# Intégral (revue marocaine)
Pour les articles homonymes, voir Intégral.
Intégral est une ancienne revue culturelle marocaine des années 1970. Consacrée à la création plastique et à la littérature, elle fut créée par le peintre Mohammed Melehi, le poète Mostafa Nissaboury et l'écrivain Tahar Ben Jelloun. Sa publication démarra en octobre 1971 et s'acheva en 1977 (no 12-13).